# Equity-Theorie
Die Equity-Theorie (Theorie zum Gleichheitsprinzip der Gerechtigkeit) ist eine Prozesstheorie von John Stacy Adams in der Sozialpsychologie. Sie versucht zu erklären, wie Motivation entsteht. Personen trachten in sozialen Beziehungen nach fairen Gegenleistungen für ihren Einsatz. Ist das nicht der Fall, so entsteht ein Ungleichgewicht, das von dem Betroffenen mittels unterschiedlicher Reaktionen ausgeglichen wird.
In der Sozialpsychologie bezeichnet die Equity-Theorie einen Ansatz zur Erklärung des Verhaltens in sozialen Beziehungen auf der Grundlage der Fairness oder Unfairness der Belohnungsverteilung, der in der sozialpsychologischen Forschung von Adams (1965) als eigenständige Forschungsrichtung etabliert wurde. Im Sinne der Austauschtheorie wird Fairness durch Belohnungen und Beiträge bestimmt. Zwei Personen werden dann fair behandelt, wenn das Verhältnis ihrer Belohnungen zu ihren Beiträgen gleich ist. Nach dem Prinzip der relativen Gleichheit sollte eine Person, die viel leistet, auch eine hohe Belohnung erhalten, während eine Person, die wenig leistet, eine geringere Belohnung erhalten sollte.
Unfairness wäre z. B. gegeben, wenn jemand, der wenig leistet, eine höhere Belohnung bekommt als jemand, der viel leistet. Dann ist die Person, die wenig leistet, überbelohnt, während die Person, die viel leistet, unterbelohnt ist. Überbelohnung und insbesondere Unterbelohnung rufen negative Emotionen wie Vergeltungsangst, Ärger und Anspannung hervor, die eine Wiederherstellung der Fairness motivieren.
Generell lassen sich zwei Möglichkeiten der Wiederherstellung von Fairness unterscheiden:
1. Kompensation, indem die unterbezahlte Person einen Ausgleich erhält,
2. Aufwertung – höhere Entlohnung der unterbezahlten Person bzw. Abwertung – Lohnkürzung der überbezahlten Person, um den Status quo psychologisch zu rechtfertigen.

Die Equity-Theorie wurde ursprünglich für den Leistungs- und Berufsbereich entwickelt. Inzwischen wird sie auf eine Vielzahl von sozialen Bereichen angewandt wie enge Beziehungen und Rechtfertigung sozialer Privilegien. Philosophisch wird die Equity-Theorie damit begründet, dass das Streben nach Ausgeglichenheit notwendig ist, um das Zusammenleben unter Menschen, die Egoismus kennzeichnet und die ihren Nutzen maximieren wollen, zu regeln und Konflikte zu vermeiden. Daher müssen in einem sozialen System bestimmte Normen eingehalten werden, nach denen die Verteilung von Gütern durchgeführt wird. Die Verletzung dieser Fairnessnorm, die in der Equity-Theorie beschrieben wird, ruft negative Sanktionen hervor, die der Aufrechterhaltung eines funktionierenden Sozialsystems dienen. Als Teil der Sozialisation lernen die Menschen in einer Gesellschaft, dass Fairness in den langfristigen Folgen vorteilhafter ist als Unfairness. Voraussetzung für diesen Lernschritt ist die Fähigkeit zum Belohnungsaufschub.
Equity-Theorie im Bereich der Rechtfertigung sozialer Privilegien zeigt sich darin, dass von Personen, die weniger verdienen, angenommen wird, dass ihre Arbeitsleistung weniger wert ist. Auf diese Weise kann die wahrgenommene Ausgeglichenheit trotz ungleicher Bezahlung aufrechterhalten werden. Das entspricht in generalisierter Form einem Gerechte-Welt-Glauben.

## Variablen im Prozess
Inputs:
- soziale Bindungen (z. B. Vorgesetzten-Mitarbeiter-Beziehung)
- aufgewendete Zeit
- Bildung
- Erfahrung
- Etc...

Outcomes:
- Sympathie
- Entlohnung
- Status
- Arbeitsbedingung
- Sonderzahlungen
- Etc...

Inputs und Outcomes werden von der einzelnen Person subjektiv in Relation gesetzt. Das Verhältnis wird anhand eines Maßstabes z. B. einer Vergleichsperson (Kollegen) in ähnlicher oder gleicher Arbeitssituation verglichen. Ergibt der Vergleich eine faire Beziehung ergibt sich keine motivationale Wirkung. Stellt die Person eine Ungleichheit fest, entsteht eine Spannung.
Zum Abbau dieser Spannung gibt es folgende Möglichkeiten:
- Absenkung meines Inputs
- Erhöhung meines Outcomes
- Aufwertung meiner Leistung
- Abwertung der fremden Leistung
- Flucht aus dem Feld